# Italochrysa rufostigma
Italochrysa rufostigma är en insektsart som först beskrevs av Robert McLachlan 1867.
Italochrysa rufostigma ingår i släktet Italochrysa och familjen guldögonsländor. Inga underarter finns listade i Catalogue of Life.